# Леанца, Джузеппе
Джузеппе Леанца (итал. Giuseppe Leanza; род. 2 января 1943, Чезаро, королевство Италия) — итальянский прелат и ватиканский дипломат. Титулярный архиепископ Лилибэума с 3 июля 1990. Апостольский нунций на Гаити с 3 июля 1990 по 4 июня 1991. Апостольский нунций в Замбии и апостольский про-нунций в Малави с 4 июня 1991 по 29 апреля 1999. Апостольский нунций в Боснии и Герцеговине с 29 апреля 1999 по 22 февраля 2003. 
Апостольский нунций в Словении с 15 мая 2002 по 22 февраля 2003. Апостольский нунций в Македонии с 18 мая 2002 по 22 февраля 2003. Апостольский нунций в Болгарии с 22 февраля 2003 по 22 февраля 2008. Апостольский нунций в Ирландии с 22 февраля 2008 по 15 сентября 2011. Апостольский нунций в Чехии с 15 сентября 2011 по 2 января 2018.